# Верхняя Лудзя
Верхняя Лудзя — деревня в Завьяловском районе Удмуртии, входит в Подшиваловское сельское поселение. Находится в 24 км к юго-западу от центра Ижевска. Расположена на реке Лудзинка.